# Bordsjö

Bordsjö är en slottsbyggnad i Aneby kommun i Småland. Bordsjö ligger mellan Tranås (26 kilometer) och Eksjö (24 kilometer) och åtta kilometer öster om Aneby.
Bordsjö ligger vid Bordsjöns norra strand. Redan 1365 nämns Peter Ehrengislesson Bonde som den förste ägaren av Bordsjö. Alltsedan dess har Bordsjö varit i familjen Bondes ägor och är ett av de äldsta släktgodsen i Sverige. Nuvarande ägare är greve Carl G:son Bonde. Sedan 1712 är gården fideikommiss inom släkten, ombildningen gjordes av Christer Bonde den yngre.
Bordsjö omfattar 6 400 hektar varav 4 500 hektar produktiv skogsmark. Förutom skogsproduktionen driver gårdsföretaget även fastighetsförvaltning.